# كأس إستونيا 2017–18
كأس إستونيا 2017–18 (بالإستونية: Eesti jalgpalli 2017/2018. aasta karikavõistlused)‏ هو الموسم 26 من كأس إستونيا. أقيم خلال الفترة 10 يونيو 2017 وحتى 19 مايو 2018، وأشرف على تنظيمه اتحاد إستونيا لكرة القدم، وكان عدد الأندية المشاركة فيه 98، وفاز فيه ليفاديا تالين.